# Werner Otto Leuenberger
Werner Otto Leuenberger (Berna, 21 dicembre 1932 – Berna, 11 aprile 2009) è stato un pittore svizzero.
Esponente dell'avanguardia bernese durante i primi anni 1960, la sua pittura ha subito nel corso dei decenni parecchi mutamenti di stile, passando dall'astrattismo iniziale al figurativismo che ha caratterizzato i grandi cicli iniziati a metà degli anni 1970.

## Citazione
(Werner otto Leuenberger)